# Ford D series

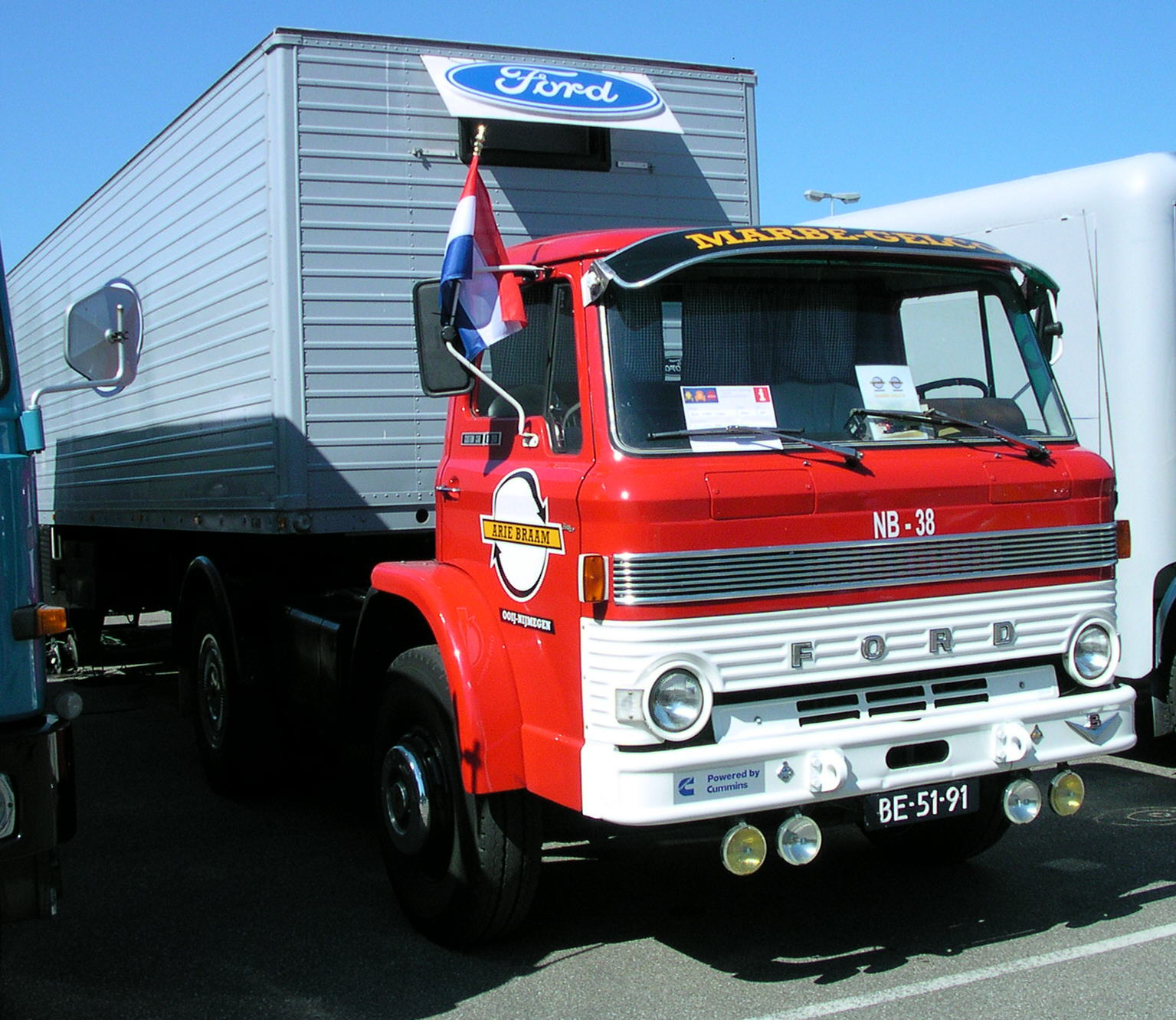
Ford D1000 (UK nomenclature), motorisé par un Cummins Diesel 7L7

Le Ford D-Series est une gamme de camions à poids moyen introduit par Ford Royaume-Uni en 1965. Il a remplacé le Thames Trader et il semble avoir été envisagé en tant que concurrent plus moderne du Bedford TK produit par la filiale britannique de camions de General Motors.
En 1965, la gamme couvrait des camions porteurs avec des poids bruts allant de 5,2 à 12,75 long ton et des camions bennes de 10,8 à 12,75 long ton. Des poids bruts plus élevés sont devenus disponibles avec l'introduction ultérieure de versions à double essieux arrière et des modèles articulés ont également été rapidement ajoutés à la gamme.
Trois nouveaux moteurs diesel ont été développés pour les camions, respectivement de 3,97 litres, 5,42 litres et 5,95 litres de cylindrée. La plus petite unité avait quatre cylindres tandis que les plus gros moteurs utilisaient six cylindres. La puissance revendiquée variait de 82,5 ch à 128 ch. Peut-être en vue des marchés d'exportation hors d'Europe, des versions à moteur essence avec des puissances de 129 ch et 149 ch ont également été proposées.
Comme le Bedford TK et divers camions lourds construits aux États-Unis à l'époque, la cabine avait une façade plate positionnée au-dessus du moteur. L'accès au moteur était obtenu en inclinant toute la cabine vers l'avant : la charnière avant utilisait un système d'équilibrage à barre de torsion qui, selon les commentateurs, rendait l'inclinaison de la cabine pour accéder au moteur "presque un travail fait avec seule main". Les moteurs étaient installés à un angle de 45 degrés par rapport à la verticale, ce qui était destiné à permettre à l'intérieur de la cabine de présenter un plancher pratiquement plat sans que la cabine elle-même ne devienne excessivement haute.
Avril 1967 a vu la gamme s'étendre vers le haut avec l'arrivée de la gamme D1000 Phase II, conçue pour fonctionner jusqu'à un poids brut de 28 long ton, à l'époque, c'était le plus gros camion jamais produit par Ford Grande-Bretagne. Les D1000 étaient propulsés par des moteurs diesel V8 produits par Cummins et d'une cylindrée de 7,7 litres.
À partir de 1976, la série D a également été produite sous licence par le constructeur de camions espagnol Ebro sous le nom de Ebro P-Serie. Un petit lifting a eu lieu en 1978, au cours duquel les phares ronds ont été remplacés par des phares angulaires et la grille de radiateur a été modifiée. Hyundai a monté sous licence pour Ford les modèles D-750 et D-800 pour le marché asiatique de 1973 à 1976. C'était le premier modèle commercial de Hyundai qui a lancé ensuite son propre modèle, la Hyundai HD 1000.
En incluant toutes les constructions sous licence, la série de modèles a atteint plus de 500000 exemplaires au cours de ses 15 ans de production. 
En 1981, la gamme a été remplacée par le Ford Cargo sur les marchés européens et par le Ford N-Series (aussi conçu avec un badge Hino Ranger) en Océanie.